# Gary K. Wolf

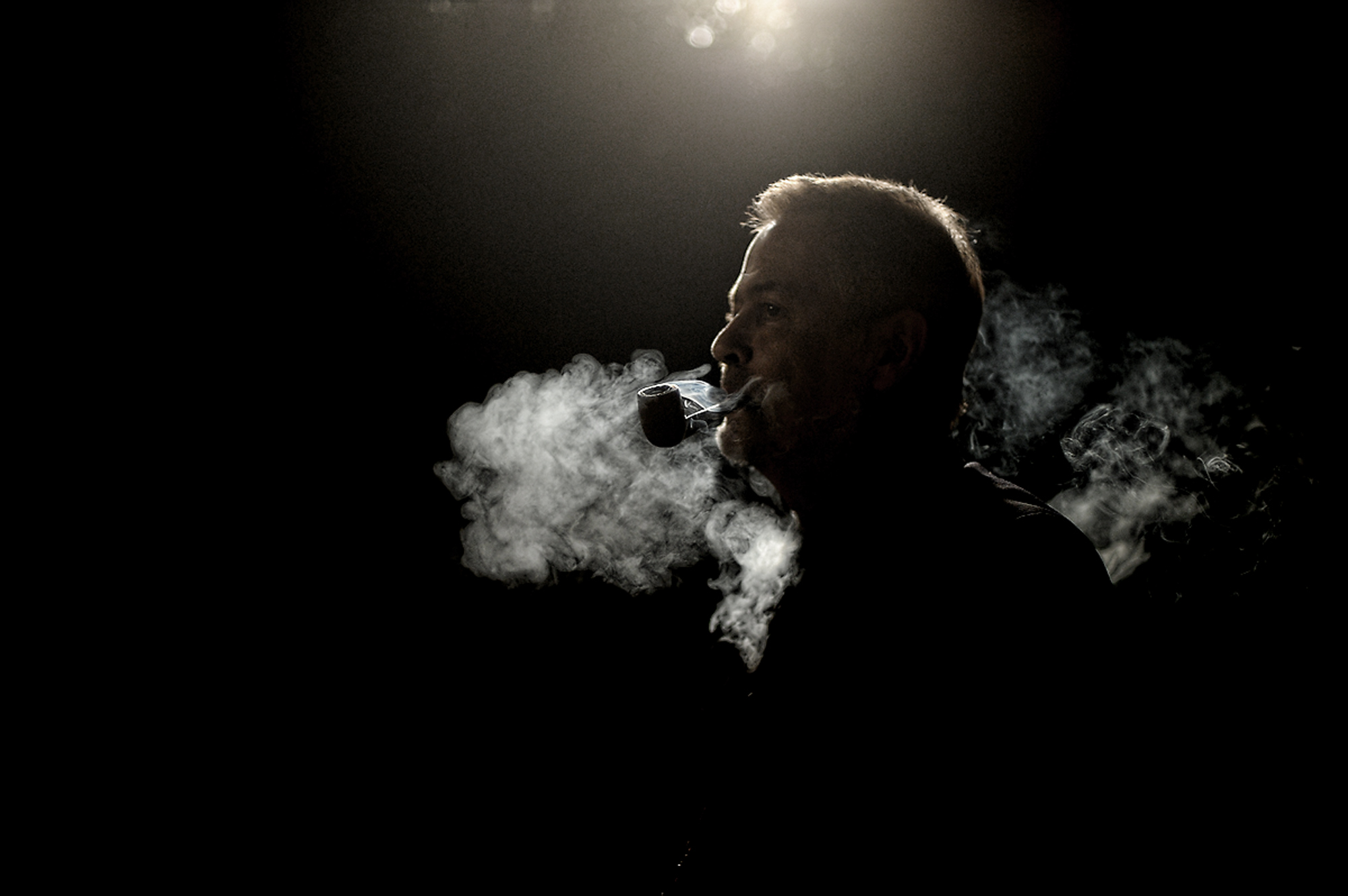
Gary K. Wolf

Gary K. Wolf (* 24. Januar 1941 in Earlville, Illinois)  ist ein US-amerikanischer Science-Fiction-Schriftsteller, am bekanntesten für Who censored Roger Rabbit verfilmt als Falsches Spiel mit Roger Rabbit.

## Biografie
Wolf wuchs in Earlville, Illinois, als Sohn von Ed und Hattie Wolf auf. Sein Vater besaß die Poolhalle der Stadt und hatte später ein Polstergeschäft, während seine Mutter in der Schulcafeteria arbeitete. Als Einzelkind beschäftigte sich Wolf mit dem Lesen von Comics und Science-Fiction-Geschichten. Wolf absolvierte die Earlville High School im Juni 1959. Später besuchte er die University of Illinois at Urbana-Champaign, wo er einen Bachelor-Abschluss in Werbung und einen Master-Abschluss in Kommunikation erwarb. Er diente als Air Force Captain beim 5th Air Commando Squadron im Vietnamkrieg, wo er mit einer Bronze Star Medal und zwei Air Medals ausgezeichnet wurde.
Wolf und John Joseph Myers, sein Freund aus Kindertagen und katholischer Erzbischof von Newark, New Jersey haben gemeinsam einen Roman mit dem Titel Space Vulture geschrieben, der 2008 vom Verlag Tor veröffentlicht wurde. Wolf und Co-Autor Jehane Baptiste haben eine Geschichte mit dem Titel The UnHardy Boys in Outer Space in der jährlichen Anthologie der humorvollen Science-Fiction Amityville House of Pancakes Vol 3 veröffentlicht.
Wolf besitzt eine umfangreiche Sammlung von Karussellpferden. Aus diesem Grund wurde Wolf auf dem Cover der Ausgabe vom 4. September 1976 des Palo Alto Times Peninsula Living Magazine vorgestellt. Wolf lebt derzeit mit seiner Frau Bonnie in Boston, Massachusetts.

## Roger Rabbit
Wolf ist am bekanntesten für die Reihe von komödiantischen Krimi-Romanen mit dem mittlerweile berühmten Roger Rabbit, einer Zeichentrickfigur, die in einem alternativen Universum lebt, in dem sogenannte Toons und Menschen koexistieren. Die Serie beginnt mit dem Roman Who Censored Roger Rabbit? (1981), das war die Grundlage des Films Falsches Spiel mit Roger Rabbit (1988). Die Serie wurde 1991 mit Who P-P-P-Plugged Roger Rabbit? und 2013 mit Who Wacked Roger Rabbit? fortgesetzt. Diese beiden Bücher waren nicht kanonisch zum Originalbuch und hatten mehr mit dem erfolgreichen Disney-Film gemeinsam.
Wolf reichte 2001 eine Klage gegen The Walt Disney Company ein. Wolf behauptete, ihm seien Lizenzgebühren geschuldet worden, die auf dem Wert der "Bruttoeinnahmen" und der Merchandising-Verkäufe basierten. Im Jahr 2002 entschied das Gericht in dem Fall, dass sich diese nur auf tatsächliche Geldeingänge bezogen, die Disney eingenommen und Wolfs Anspruch abgelehnt hatte. In seiner Entscheidung vom Januar 2004 stimmte das kalifornische Berufungsgericht nicht zu und stellte fest, dass Wolfs Expertenaussage über die übliche Verwendung von "Bruttoeinnahmen" im Unterhaltungsgeschäft eine breitere Lesart des Begriffs unterstützen könnte. Das Urteil hob die Anordnung des Gerichts zugunsten von Disney auf und verwies den Fall für weitere Verfahren zurück. In einer Anhörung im März 2005 schätzte Wolf, dass ihm 7 Millionen Dollar geschuldet wurden. Disneys Anwälte bestritten nicht nur die Behauptung, sondern sagten auch, dass Wolf Disney tatsächlich 500.000 bis 1 Million Dollar schuldete, weil bei der Vorbereitung der Klage ein Buchhaltungsfehler festgestellt worden war. Wolf gewann die Entscheidung im Juli 2005 und erhielt Schadensersatz geschätzt zwischen 180.000 und 400.000 US-Dollar.

## Bibliografie

### Roger Rabbit
- Who Censored Roger Rabbit?, St. Martin’s Press 1981, ISBN 0-312-87001-9
- Who P-P-Plugged Roger Rabbit?, Villard 1991, ISBN 0-679-40094-X
- Stay Tooned, Folks!, 2004 (Kurzgeschichte)
- Who Wacked Roger Rabbit?, CreateSpace 2013, ISBN 978-1511838122[9]

### Weitere Romane
- Killerbowl, Doubleday 1975, ISBN 0-385-04738-X
  - Killerspiel, Bastei Lübbe 1981, Übersetzer Jens Rösner, ISBN 3-404-21135-9
- A Generation Removed, Doubleday 1977, ISBN 0-385-11549-0
  - Aktion Gnadentod, Bastei Lübbe 1982, Übersetzerin Leni Effertz, ISBN 3-404-21152-9
- The Resurrectionist, Doubleday 1979, ISBN 0-385-13141-0
  - Zwischen hier und nirgendwo, Bastei Lübbe 1981, Übersetzer Andreas Brandhorst, ISBN 3-404-21139-1
- Space Vulture, Tor 2008, ISBN 978-0-7653-1852-7 (mit Erzbischof John Joseph Myers)
- The Late Great Show!, CreateSpace 2016, ISBN 978-1-5352-2131-3
- Typical Day, CreateSpace 2017, ISBN 978-1-975941-86-4